# Gawriil Iljitsch Mjasnikow

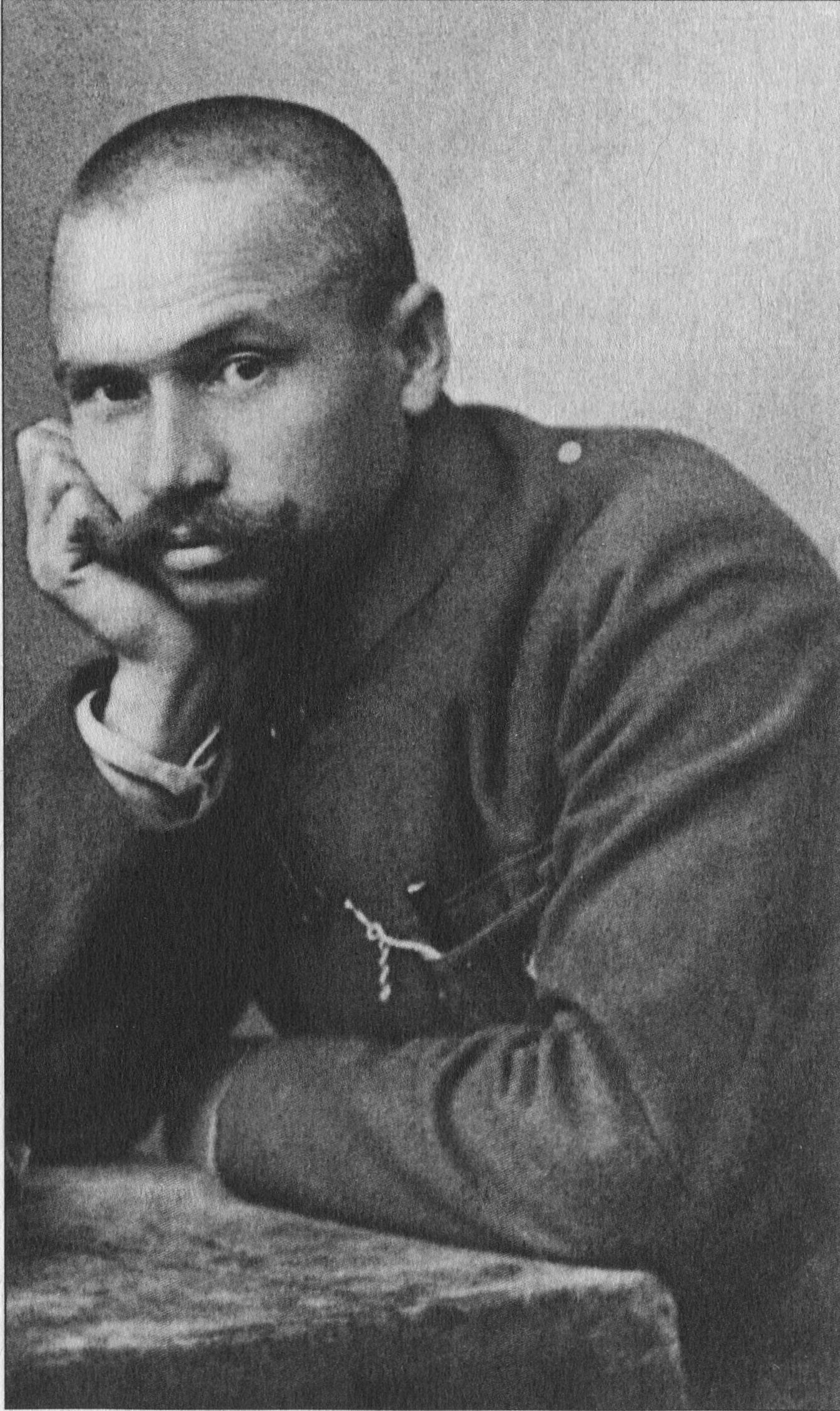
Gawriil Iljitsch Mjasnikow (1922)

Gawriil Iljitsch Mjasnikow (russisch Гаврии́л Ильи́ч Мяснико́в; * 1889 in Beresowka, Bezirk Tschistopol (Gouvernement Kasan); † 16. November 1945 in Moskau) war ein russischer Metallarbeiter, Berufsrevolutionär, Bolschewik und als prominenter Vertreter der Arbeiteropposition ein Dissident in der Sowjetunion. Er organisierte in der Nacht vom 12. auf den 13. Juni 1918 die Ermordung des Großfürsten Michail Alexandrowitsch Romanow.

## Biografie
Ab 1897 besuchte Mjasnikow die vierklassige Handwerksschule in Tschistopol. Er wollte danach nicht in das Dorf zurückkehren und gelangte nach Perm, wo er mit 13 Jahren eine Anstellung als Mechaniker in der Waffenfabrik Motowilichinskije sawody fand. Im Zuge der 1905 stattfindenden bürgerlich-demokratischen Revolution begann er sich politisch zu engagieren. Er trat im Mai 1905 der Partei der Sozialrevolutionäre bei und im September des gleichen Jahres wieder aus. Aus der Fabrik entwendete er 12 Revolver von der Fabrikwache und die dazugehörende Munition und war Anführer eines damit ausgerüsteten Trupps aufständischer Arbeiter bis zur Niederschlagung der Erhebungen am Ende des Jahres. Dabei wurde er bewusstlos geschlagen, danach von einem befreundeten Arbeiter in das Fabrikkrankenhaus gebracht und entging so einer Verhaftung.

### Berufsrevolutionär
Anfang 1906 schloss er sich den Bolschewiki an, deren Parteiorganisation nach der Niederlage der Vorjahres von Jakow Swerdlow wieder aufgebaut werden sollte. Nachdem er lange Zeit überwacht worden war, wurde er am 10. Juni 1906 in der Fabrik verhaftet, als man bei einer Durchsuchung Flugblätter der Bolschewiki bei ihm fand. Als Mitglied des Permer Komitees der Bolschewiki wurde Mjasnikow zu zwei Jahren und acht Monaten Haft verurteilt. Diese Strafe wurde in eine Verbannung nach Sibirien umgewandelt. Im Juni 1908 floh er aus der Verbannung und lebte von da an in der Illegalität.
Am 5. November 1909 wurde er in Tjumen unter dem falschen Namen Agapit Mjagkow erneut verhaftet und eingesperrt. Im Gefängnis traf er 1910 Jewgeni Alexejewitsch Preobraschenski und konnte erneut aus dem Gefängnis ausbrechen. Im Dezember 1910 wurde er unter dem falschen Namen Nestor Popow in den Lena-Goldminen erneut verhaftet und in das Gefängnis von Bodaibo gesperrt. Im Juni 1911 konnte er erneut fliehen. 1913 nahm die russische Staatspolizei Mjasnikow in Baku fest. In Tiflis wurde er zu 6 Jahren Katorga verurteilt. Davon waren drei Jahre wegen seiner wiederholten Ausbrüche unter erschwerten Bedingungen abzuleisten. Bis zum März des Jahres 1917 blieb Mjasnikow deshalb im Zentralgefängnis von Orjol inhaftiert.

### Revolutionsjahr 1917 und Russischer Bürgerkrieg

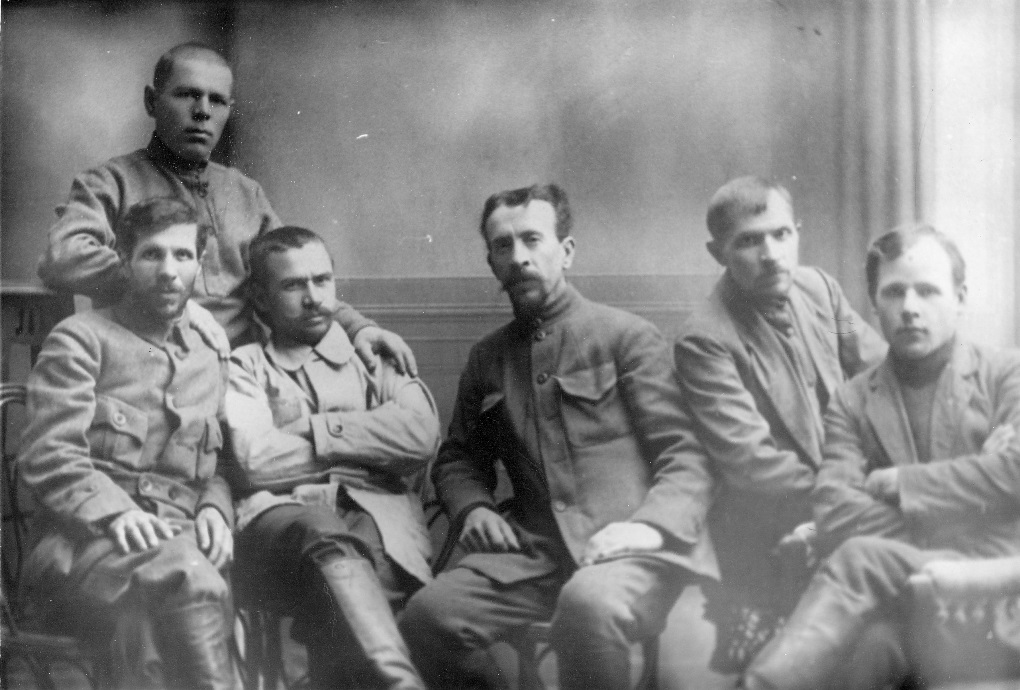
Bolschewiki aus Perm nach der Ermordung des Großfürsten Alexander Romanow. Sitzend (von links nach rechts): N.V. Schuschgow, G.I. Mjasnikow, W.A. Ivantschenko, I.F. Kolpaschtschikow, W.A. Drokin; stehend: A. W. Markow (nach dem 13. Juni 1918)

Anfang März 1917 wurde er infolge der Ereignisse der Februarrevolution aus der Haft entlassen. Er kehrte als Funktionär der Bolschewiki an seinen früheren Arbeitsplatz zurück und wurde zum Vorsitzenden des Motowilicha-Exekutivkomitees gewählt. Am 27. Mai 1918 entschied die Generalversammlung der Motovilicha-Parteiorganisation, das Mjasnikow an das Permer Provinzkomitee zur Bekämpfung von Konterrevolution, Spekulation und Sabotage delegiert werden sollte. In der Nacht vom 12. Juni zum 13. Juni 1918 organisierte er in Perm die Ermordung des Großfürsten Michail Alexandrowitsch Romanow, um zu verhindern, dass dieser von weißen Truppen des Komutsch befreit wurde. Nach dem Mord an dem Archiepiskopen von Perm und Kungur Andronik am 20. Juni 1918 verließ Mjasnikow, der sich während vorangegangener Verhöre von Androniks Unschuld überzeugt hatte und dessen Freilassung forderte, nach drei Wochen die Tscheka und meldete sich als Freiwilliger für den die Dienst in der Roten Armee im Russischen Bürgerkrieg.
Ende August 1918 wurde er zum Vorsitzenden des Motowilicha-Distriktkomitees der KPR (B) gewählt. Zu dieser Zeit begann in Perm und der Fabrik Motowilicha eine Nahrungsmittelkrise, die Menschen hungerten und beschuldigten die Sowjetregierung dafür. Am 5. Dezember 1918 fand eine Generalversammlung der Motowilicha-Arbeiter statt, auf der eine Verbesserung der Versorgung, die Abschaffung der Todesstrafe ohne Gerichtsverfahren usw. gefordert wurden. Als Reaktion darauf wurde ein militärisches Revolutionskomitee unter der Leitung Mjasnikows mit weitreichenden Befugnissen geschaffen. Mehr als 100 Arbeiter wurden vom Komitee festgenommen und viele davon erschossen. Nach der Eroberung Perms durch Koltschaks Truppen kurze Zeit später war Mjasnikow im Jahr 1919 Politkommissar der 16. Division „I. W. Kikwidse“ in der Roten Armee. Nach seiner Demobilisierung im August 1919 wurde er zum Mitglied des Permer Provinzkomitees der KPR (B) gewählt.

### Oppositioneller
In der Folgezeit machte Mjasnikow in der KPR (B) Karriere. Im Mai 1920 wurde er zum Präsident des Permer Provinzkomitees gewählt. Er heiratete Daria G. Mjasnikowa. Aus der Ehe ging ein Jahr später sein Sohn Juri hervor.
Zu dieser Zeit wurden Meinungsverschiedenheiten zwischen Mjasnikow und der sowjetischen Führungsriege offenbar. Mjasnikow verfolgte seit dem September 1920 die Idee der Schaffung von Bauerngesellschaften, als ein Versuch, noch vor der Deklaration der NEP einen Ausweg aus der politischen Krise Sowjetrusslands zu finden. Die Unzufriedenheit der Bauern mit dem System der überschüssigen Aneignung führte zu einer Unzufriedenheit mit dem Sowjetregime. Mjasnikow bezeichnete die Wirtschaftspolitik der KPR (B) nur als „neue Ausbeutung des Proletariats.“ Mjasnikow stand deswegen der sogenannten Arbeiteropposition innerhalb der KPR (B) nahe.
Um Mjasnikow seine Grenzen aufzuzeigen, wurde er wegen dieser und ähnlicher Kritiken von der KPR (B) nach Petrograd zum damals allmächtigen Vorsitzenden des Petrograder Sowjets Grigori Sinowjew geschickt. Dort verbrachte er das Jahresende 1920 und das Frühjahr 1921 und war während des Ausbruchs des Kronstädter Matrosenaufstands in der Stadt. In einem schriftlichen Bericht aus Petrograd prangerte er die seiner Meinung nach auslösenden Umstände der Erhebung an. Mjasnikow argumentierte, dass die Arbeiter de facto aller Rechte beraubt waren und die wirkliche Macht in den Händen der Parteibürokratie der Bolschewiki lag. Diese Nomenklatura privilegierte sich seiner Meinung nach immer stärker. Mjasnikow forderte die Durchführung des von Lenin in Staat und Revolution skizzierten Programms und nach dem Ende des Bürgerkriegs im Jahr 1921 die Wiedereinführung der Presse- und Meinungsfreiheit und eine Demokratisierung des politischen Systems in Sowjetrussland exklusiv für die Arbeiterklasse:

„[...] Keinerlei Wortgefechte mit dem bougeoisen Kadetten, mit dem Advokaten, dem Doktor, dem Professor. Hier gibt es nur eine Arznei – eins aufs Maul geben. Eine andere Sache ist es mit der Arbeiterklasse. Wir dürfen sie nicht in Furcht halten, sondern müssen ideell auf sie einwirken, deshalb also kein Zwang, sondern Überzeugung – das ist die Linie, das ist das Gesetz. [...]“

Es kam zu einer Auseinandersetzung mit Grigori Sinowjew und weiteren führenden Mitgliedern der KPR (B). Lenin antwortete mit einem öffentlichen Brief auf Mjasnikows Bericht und lehnte beispielsweise die Forderung nach Pressefreiheit ab:

„Свобода печати в РСФСР, окружённой врагами всего мира, есть свобода политической организации буржуазии и её вернейших слуг — меньшевиков и эсеров. Это факт неопровержимый. Буржуазия (во всём мире) ещё сильнее нас и во много раз. Дать ей ещё такое оружие, как свобода политической организации (свободу печати, ибо печать есть центр и основа политической организации), значит облегчать дело врагу, помогать классовому врагу. Мы самоубийством кончать:не желаем и потому этого не сделаем.“

„Die Pressefreiheit in der RSFSR, die von Feinden aus aller Welt umringt ist, ist die Freiheit der politischen Organisation für die Bourgoisie und ihre treuesten Diener – die Menschewiki und die Sozialrevolutionäre. Das ist ein unwiderlegbarer Fakt. Das Bürgertum ist (in der ganzen Welt) stärker als wir, [und zwar] um ein Vielfaches. Ihm auch noch solche Waffen wie eine Liberalisierung des politischen Systems (Die Pressefreiheit ist ein Zentrum und eine Grundlage der politischen Organisation.) in die Hand zu geben heißt, die Tätigkeit des Feindes zu erleichtern, dem Klassenfeind zu helfen. Wir würden Selbstmord begehen: [Das] wollen wir nicht und deswegen werden wir [das] nicht machen.“

An Mjasnikow wurde in der Folgezeit ein Exempel für das im März 1921 beschlossene Fraktionsverbot in der KPR (B) statuiert. Das OrgBüro des Zentralkomitees der KPR (B) erklärte am 19. Juni 1921 seine Thesen für parteifeindlich und setzte am 22. August 1921 eine Kommission ein, die Mjasnikows Tätigkeit untersuchen sollte.
Am 22. Februar 1922 wurde Mjasnikow aus der KPR (B) ausgeschlossen. Zwei Tage später unterzeichnete er mit weiteren Oppositionellen den Brief der 22 und wurde zum stellvertretenden Direktor der Gewehrfabrik Motowilicha ernannt. In der Nacht vom 25. auf den 26. März 1922 erfolgte die Verhaftung Mjasnikows durch den erst neu aus der Tscheka hervorgegangenen sowjetischen Staatssicherheitsdienst GPU. Im April 1922 wurde er nach Moskau verlegt.
Nachdem er für 11 Tage in den Hungerstreik getreten war, wurde Mjasnikow vom GPU auf Bürgschaft von Alexander Beloborodow in Moskau freigelassen, durfte aber die Stadt nicht verlassen. In dieser Zeit erhielt er die Nachricht von der Geburt seiner Söhne Dmitri und Boris. Im Februar 1923 verfasste Mjasnikow das Manifest der Arbeitergruppe der Russischen Kommunistischen Partei (B), das im April 1923 kurz nach dem XII. Parteitag der KPR (B) öffentlich verteilt wurde. Der von Mjasnikow gegründeten Arbeitergruppe der KPR(B) schlossen sich eine Reihe höherrangiger Mitglieder der KPR(B) an, was von der sowjetischen Staatssicherheit und dem Zentralkomitee der KPR(B) als eine Gefahr wahrgenommen wurde und deswegen in der Folgezeit zu Unterdrückungsmaßnahmen führte. 
Am 24. Mai 1923 erfolgte die erneute Verhaftung Mjasnikows. Er wurde als Oppositionsführer am 15. Juni 1923 heimlich aus der Sowjetunion ausgebürgert und mit einem Flugzeug der Marke RR-8 nach Königsberg transportiert. Von dort reiste er mit dem Zug nach Berlin, wo er mit linksgerichteten Politikern der KAPD erfolglos zusammenzuarbeiten versuchte. Während Mjasnikows Exil wurden die Mitglieder der Arbeitergruppe der KPR(B) im September 1923 zum Ziel einer Verhaftungswelle durch den OGPU, die zu ihrem Parteiausschluss und ihre Verbannung in entlegene Teile der Sowjetunion führte. Dies wurde Anfang November 1923 auch in der sowjetischen Tageszeitung Prawda öffentlich bekanntgegeben.
Daraufhin kehrte Mjasnikow im November 1923 ohne Einverständnis der sowjetischen Führung nach Moskau zurück und wurde auf Verschlag des GPU-Chefs Dserschinski und mit Beschluss des Politbüros der KPR (B) erneut verhaftet. Nach seiner Festnahme trat er wieder in den Hungerstreik und unternahm einen Selbstmordversuch. Später wurde er zu drei Jahren Gefängnis verurteilt. Bis 1927 war Mjasnikow in Gefängnissen in Moskau (1923–1924), Tomsk (1924–1926) und Wjatka (1926–1927) inhaftiert. Er verbrachte die meiste Zeit in Einzelhaft. In dieser Zeit schrieb er ein Buch mit dem Titel Kritik an der Theorie und Praxis der WKP(B) und der Komintern.
Im Frühjahr 1927 wurde Mjasnikow aus dem Gefängnis entlassen. Er wurde nach Jerewan verbannt und verfasste dort die Kampfschrift Was ist das für ein Arbeiterstaat?.

### Emigration

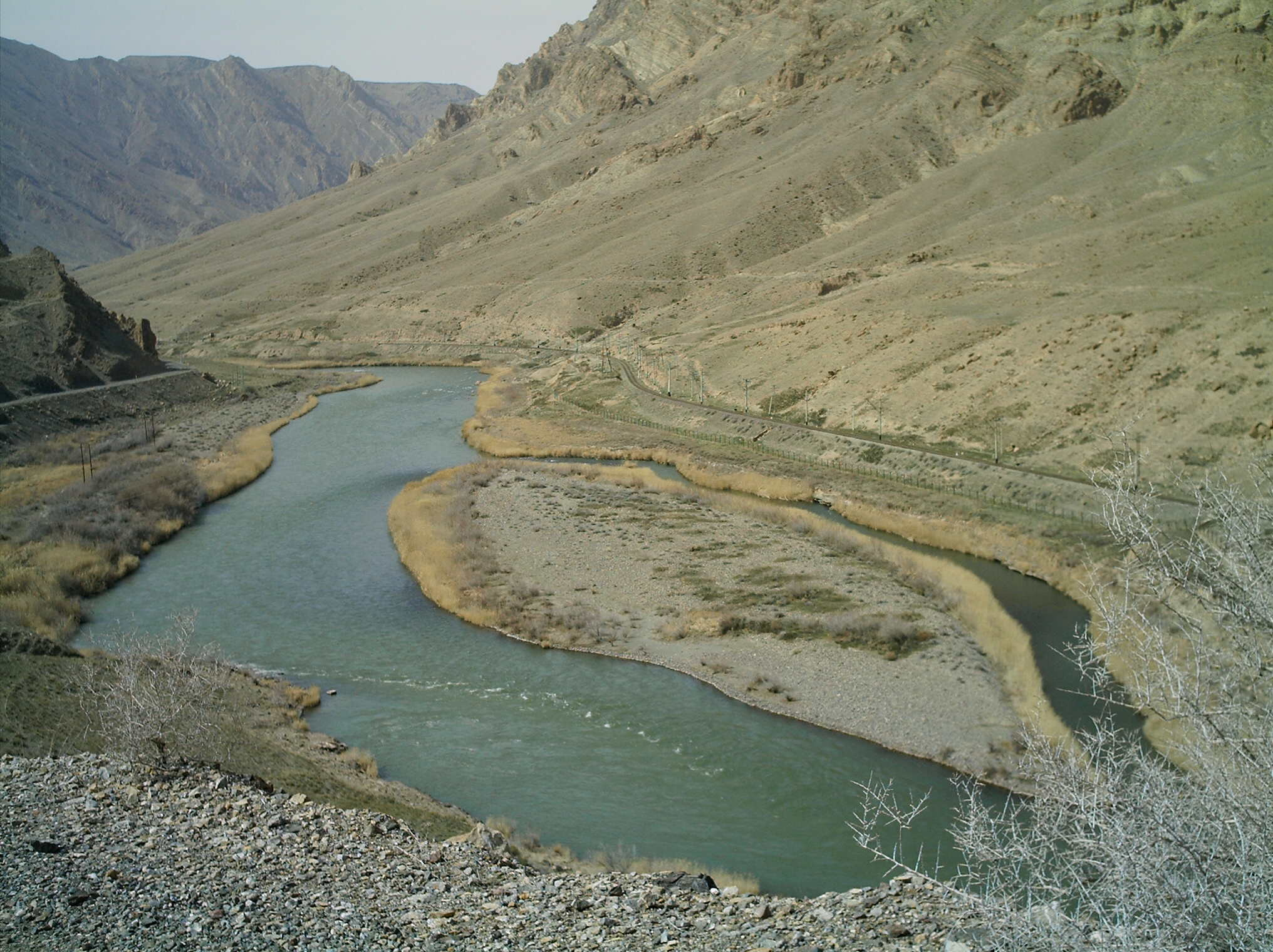
Der Grenzfluss Aras mit der Bahnlinie Jerewan Dschulfa von der iranischen Seite (2006)

Am 7. November 1928 floh Mjasnikow aus der Sowjetunion in den Iran. Er sprang vom Zug Jerewan-Dschulfa, dessen Strecke entlang der Staatsgrenze zum Iran verlief und schwamm über den Fluss Aras. Im April 1929 wurde er aus dem Iran in die Türkei abgeschoben. Dort traf er sich mit Leo Trotzki. In der Sowjetunion suchte der GPU fieberhaft nach Exemplaren von Mjasnikows Manuskripten, die dort heimlich weiterverbreitet wurden. Mit Trotzki blieb Mjasnikow bis zum Oktober 1933 in Kontakt.
Im April 1930 verließ Mjasnikow die Türkei in Richtung Frankreich. Er traf am 8. Mai in der Hafenstadt Marseille ein und reiste nach Paris weiter. Dort versuchte er Artikel in der Zeitschrift „Возрождение“ (Wosroschdenie, Wiedergeburt) zu veröffentlichen. Die handschriftlichen Manuskripte wurden jedoch von GPU-Agenten aus der Redaktion der Zeitschrift gestohlen. Trotzdem veröffentlichte er in Paris ein weiteres Manuskript mit dem Titel Der nächste Streich. In den Folgejahren baute er eine Gruppe aus russischen Oppositionellen auf und gab die Zeitung „Oppositionelle Prawda“ heraus.
Von 1934 bis 1936 arbeitete Mjasnikow an der Klinik von Dr. Ran Arbelt in Coulommiers. Hier verfasste er mit dem Text Die Philosophie des Mordes oder Warum und wie ich Michail Romanow umbrachte eine eigene Darstellung der Ermordung des russischen Großfürsten im Jahr 1918. 1936 kehrte Mjasnikow nach Paris zurück und arbeitete dort an dem Buch Sieg und Niederlage der Arbeiterklasse in der UdSSR oder Wer verriet den Oktober - Lenin? Trotzki? Stalin? In dieser Zeit versuchte er auch, wieder in die UdSSR zurückzukehren. Später verfasste Mjasnikow das Buch Chronik der Arbeiterbewegung in der Motowilicha. Bis 1941 übte Mjasnikow verschiedene Tätigkeiten aus, arbeitete als Gerber, später als Mechaniker bei der Métro Paris.

### Verfolgung durch das NS-Regime
Am 23. Juni 1941 wurde Mjasnikow kurz nach dem Ausbruch des Deutsch-Sowjetischen Krieges von der Gestapo bei der sowjetischen Botschaft in Paris verhaftet. 1942 gelang ihm die Flucht in das noch unbesetzte Vichy-Frankreich nach Toulouse. In Vichy wurde er erneut verhaftet. Er richtete einen Hilferuf an den US-amerikanischen Konsul, ihm Asyl zu gewähren, dem jedoch nicht stattgegeben wurde. Mjasnikow wurde in ein Internierungslager bei Toulouse gebracht. Dort gelang ihm im August 1943 erneut die Flucht. Mit falschen Papieren tauchte er in der Folgezeit in Paris unter, bis die Stadt am 25. August 1944 von den Alliierten befreit wurde.

### Rückkehr in die Sowjetunion und Hinrichtung
Nach der Befreiung von Paris erhielt Mjasnikow von der sowjetischen Botschaft das Angebot, in die Sowjetunion zurückkehren zu dürfen. Dieses nahm er an. Seine konspirative Rückreise begann am 18. Dezember 1944 und dauerte bis zum Januar 1945. Am 17. Januar 1945 wurde er auf dem Flugplatz in Moskau durch das NKWD verhaftet. Bei den darauffolgenden Verhören wurde er so schwer gefoltert, dass er in das Gefängniskrankenhaus eingeliefert werden musste. Am 24. Oktober wurde Mjasnikow vom Militär-Kollegium des Obersten Gerichts der Sowjetunion nach Artikel 58.1 des sowjetischen Strafgesetzbuches zum Tode verurteilt. Die Hinrichtung Mjasnikows erfolgte am 16. November 1945.
Im Jahr 2001 wurde Mjasnikow juristisch rehabilitiert.

## Publikationen
- Манифест рабочей группы ВКП (б) (Manifest der Arbeitergruppe der Kommunistischen Partei Russlands (b)) (Moskau, Februar 1923) (online)[20]
- Критика теории и практики ВКП(б) и Коминтерна (Kritik der Theorie und Praxis der KPdSU (b) und der Komintern) (1927)
- Что такое рабочее государство (Was ist das für ein Arbeiterstaat) (Jerewan, 1928)
- Очередной обман (Der nächste Streich) (1930)
- Философия убийства, или Почему и как я убил Михаила Романова (Philosophie des Mordes oder Warum und wie ich Michail Romanow umbrachte) (Coulommiers, 1935) (online, russisch)
- Победа и поражение рабочего класса в СССР или кто предал Октябрь – Ленин? Троцкий? Сталин? (Sieg und Niederlage der Arbeiterklasse in der UdSSR oder wer verriet den Oktober - Lenin ? Trotzki ? Stalin ?) (1937)
- Хроника рабочего движения в Мотовилихе (Chronik der Arbeiterbewegung in der Motowilicha) (1941)

### Russisch
- Nadeschda A. Alikina: Der Don Quichote der proletarischen Revolution, (russisch Н. А. Аликина: Дон Кихот пролетарской революции); Puschka-Verlag Perm 2006, ISBN 5-98799-043-2
- Tatajana Anatolewna Sandu: „Die Arbeiteropposition“ in der KPR (B) (1919-1923),(russisch Татьяна Анатольевна Санду: «РАБОЧАЯ ОППОЗИЦИЯ» В РКП (б) (1919-1923 гг.)), Tjumen 2006 (online (PDF; 314 kB), russisch, abgerufen am 7. Oktober 2010)
- A. M. Sawinow:[21] Die Freiheit des Wortes auf «bolschewistisch»,(russisch А.М. Савинов: Свобода слова «по – большевистски!»),(online, abgerufen am 9. Mai 2021)
- S. Schewyrin (Hrsg.): dt. etwa: Topografie des Terrors: Die Geschichte der politischen Repressionen / Perm, (russisch С. Шевырин (Сост.): Топография террора: история политических репрессий  / Пермь), Verlag „Mamatow“ Sankt Petersburg 2012, ISBN 978-5-91076-081-7.

### Englisch
- Paul Avrich: Bolshevik Opposition to Lenin: G. Miasnikov and the Workers' Group; Russian Review, Vol. 43, Nr. 1, S. 1–29, Januar 1984 (online)

### Französisch
- Philippe Bourrinet: MIASNIKOV, Gavril Il'itch (1889-1945), dit „Gan'ka“, 2002 (online (PDF; 72 kB) französisch, abgerufen am 6. Oktober 2010)